# Succotash

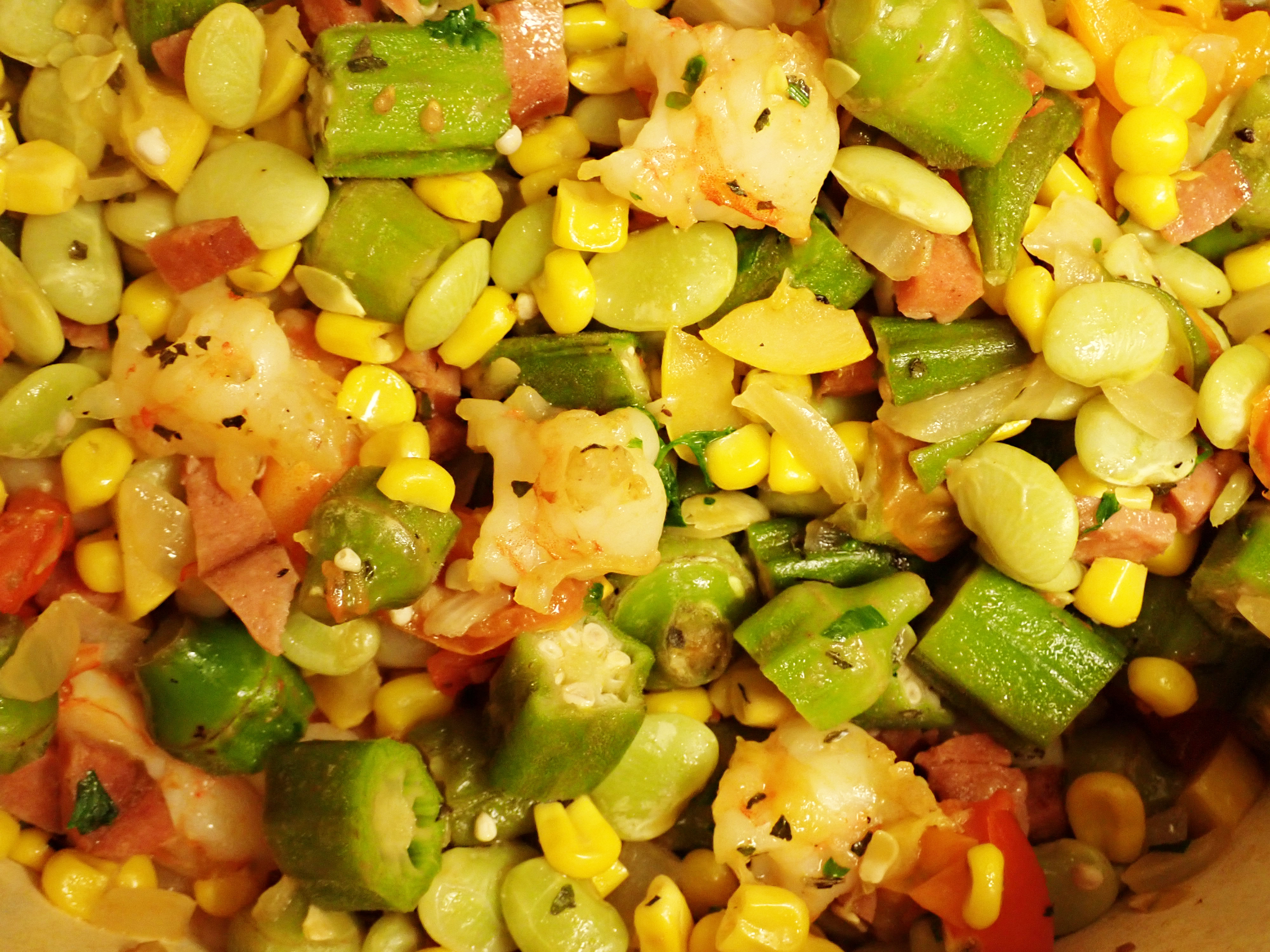
Succotash với ngô ngọt, đậu lima, tôm, cà chua, hành, tỏi

Succotash (từ tiếng Narragansett "sohquttahhash", có nghĩa là "hạt ngô vỡ") là một món rau trộn, gồm có ngô ngọt với đậu lima hoặc các loại đậu có vỏ khác. Các nguyên liệu khác trong món này còn có hành tây, khoai tây, củ cải, cà chua, ớt chuông, thịt lợn/bò muối, hoặc đậu bắp.
Với sự kết hợp của các loại ngũ cốc và đậu, succotash chứa nhiều axit amin thiết yếu, cần cho cơ thể.

## Lịch sử
Vào thế kỷ 17, các nước xâm lược bắt đầu biết tới succotash khi đánh chiếm lãnh thổ dân dân bản địa Bắc Mỹ. Trải qua nhiều năm, món ăn này dần trở thành đặc sản vùng New England (Mỹ) và xuất hiện trên bàn ăn trong dịp lễ Tạ ơn.